# Chiến dịch Appomattox

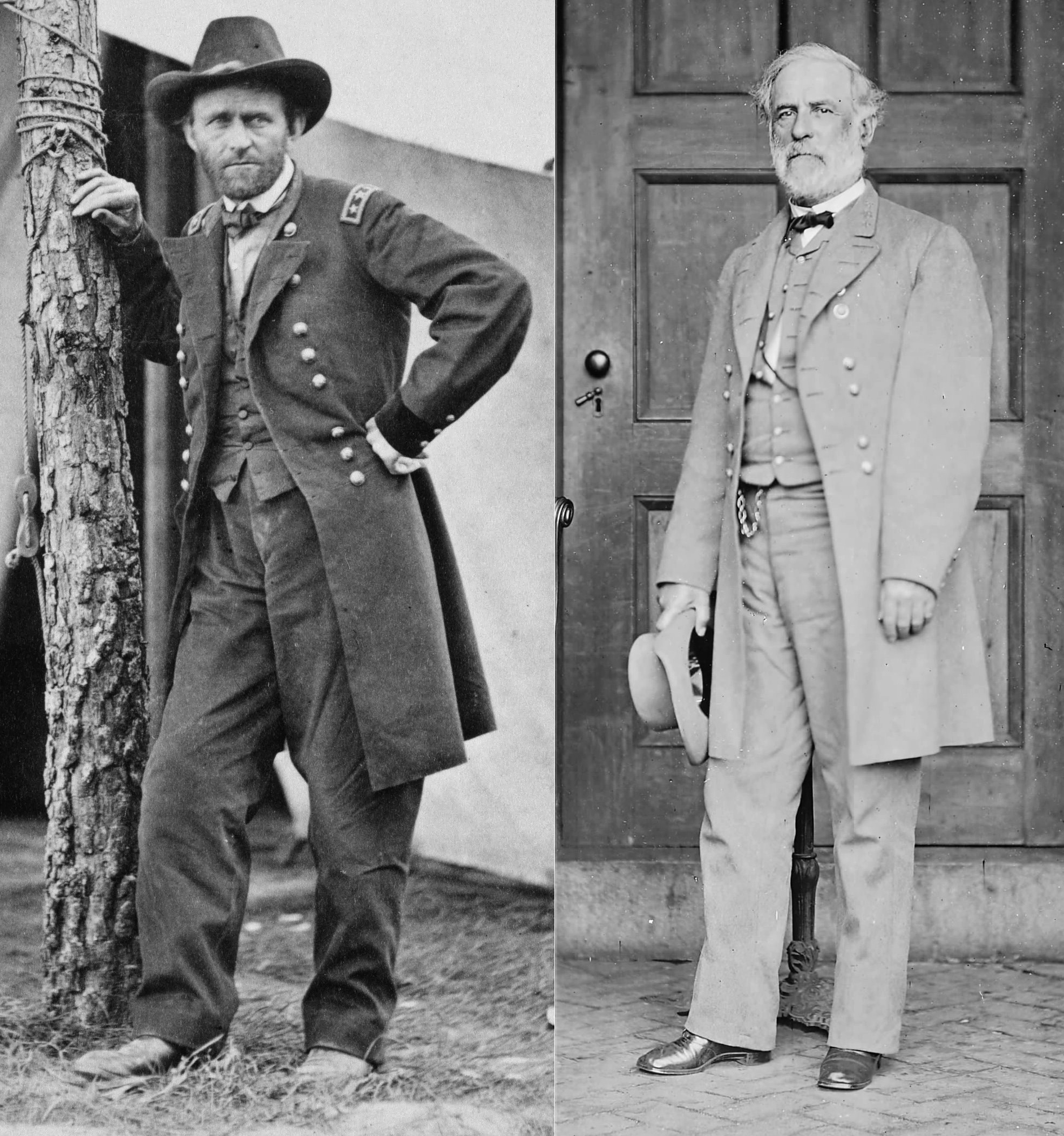
Ulysses S. Grant và Robert E. Lee, hai viên tư lệnh của chiến dịch Appomattox

Chiến dịch Appomattox là một chuỗi các trận đánh diễn ra từ 29 tháng 3 đến 9 tháng 4 năm 1865 tại Virginia, kết thúc với sự đầu hàng của Đại tướng Robert E. Lee và Binh đoàn Bắc Virginia của Liên minh miền Nam, mốc chấm dứt của cuộc Nội chiến Hoa Kỳ.
Vào thời điểm cuối của chiến dịch Richmond-Petersburg (hay còn gọi là Cuộc vây hãm Petersburg), đội quân của Lee bị áp đảo và kiệt quệ bởi cuộc chiến tranh chiến hào kéo dài suốt mùa đông trên một mặt trận dài 48 km, với nhiều trận đánh, bệnh tật và nạn đào ngũ. Trong trận Five Forks ngày 1 tháng 4, các lực lượng miền Bắc dưới quyền trung tướng Ulysses S. Grant đã cắt đứt tuyến đường xe lửa cuối cùng tiếp tế cho quân của Lee tại Petersburg, và tổ chức một cuộc công kích toàn diện dọc khắp tuyến công sự phòng thủ của Petersburg. Ngày 2 tháng 4, quân của Grant đột phá thành công trong trận Petersburg thứ ba, buộc Lee phải ra lệnh rút bỏ cả hai thành phố Petersburg và thủ đô Richmond của miền Nam trong đêm 2-3 tháng 4.
Lee hy vọng rút được về phía tây nam để tập hợp với các lực lượng miền Nam tại Bắc Carolina, nhưng quân đội của Grant đã không ngừng truy đuổi ông ta. Ngày 6 tháng 4, binh đoàn của Lee chịu thất bại nặng nề trong trận Sayler's Creek, nhưng vẫn tiếp tục tiến về phía tây để cố gắng thoát khỏi đối phương. Bị cùng đường, áp đảo và thiếu hụt nguồn tiếp tế, cuối cùng Lee đã đồng ý ra hàng vào ngày 9 tháng 4 tại làng Appomattox Court House.